# Knotendrehung
Knotendrehung bezeichnet in der Astronomie das Phänomen, dass sich die Schnittpunkte der Bahnebene eines Himmelskörpers mit einer Bezugsebene, im Sonnensystem im Regelfall die Ebene der Ekliptik, innerhalb der Ebene verlagern.
Die Knotendrehung ist umso ausgeprägter, je größer die Störungen der exakt elliptischen Umlaufbahn des Himmelskörpers sind, z. B. aufgrund von Einflüssen anderer Himmelskörper. Die Umlaufdauer der Knoten beträgt für den Mond 18,6 Jahre, für andere Planeten des Sonnensystems einige zehntausend Jahre.

## Auswirkungen
Wegen der Knotendrehung des Monds verändern sich Monat und Tag der zweimal jährlich möglichen Mond- oder Sonnenfinsternis über die Jahre hinweg. Bei den inneren Planeten hat die Knotendrehung zur Folge, dass sich die Termine der Transite langsam verändern. Außerdem findet eine Bedeckung mancher Fixsterne durch den Mond oder innere Planeten aufgrund der Kontendrehung nur in bestimmten Jahren bzw. Epochen statt.